# Lophoptera plumbeola
Lophoptera plumbeola là một loài bướm đêm trong họ Noctuidae.